# Кубок Естонії з футболу 2006—2007
Кубок Естонії з футболу 2006–2007 — 17-й розіграш кубкового футбольного турніру в Естонії. Титул вп'яте здобула Левадія.

## Календар
| Раунд       | Дата                       | Матчі | Клуби   |
| ----------- | -------------------------- | ----- | ------- |
| 1/32 фіналу | 1-12 серпня 2006           | 32    | 64 → 32 |
| 1/16 фіналу | 29 серпня - 7 вересня 2006 | 16    | 32 → 16 |
| 1/8 фіналу  | 8-11 листопада 2006        | 8     | 16 → 8  |
| 1/4 фіналу  | 17-18 квітня 2007          | 4     | 8 → 4   |
| 1/2 фіналу  | 1 травня 2007              | 2     | 4 → 2   |
| Фінал       | 15 травня 2007             | 1     | 2 → 1   |

## 1/16 фіналу
| Команда 1             | Рахунок | Команда 2                |
| --------------------- | ------- | ------------------------ |
| 29 серпня 2006        |         |                          |
| Транс (Нарва)         | +:-     | КСК Кеспо Кехтна (4)     |
| Курессааре (2)        | +:-     | Ганза Юнайтед (4)        |
| Калев-2 (Таллінн) (3) | 1:2     | Пюсівус Кохіла (5)       |
| Нимме Калью (2)       | 1:0     | Естеве (Маарду) (5)      |
| 30 серпня 2006        |         |                          |
| Аякс Ласнамяе         | 3:0     | Сауе (5)                 |
| Тоомпеа (Таллінн) (5) | 4:1     | СК Легіон (Таллінн) (4)  |
| Табасалу (4)          | 2:5     | Транс-2 (Нарва) (3)      |
| Ярва-Яані (4)         | 0:11    | Мааг                     |
| Вірумаа (Раквере) (4) | 4:0     | Кваттромед (Тарту) (5)   |
| Вапрус (Пярну)        | 4:0     | Елва (2)                 |
| Темпорі Кехра (5)     | 1:4     | Нимме Юнайтед (3)        |
| Таммека               | 0:1     | Тулевик-2 (Вільянді) (2) |
| Флора-2 (2)           | 0:2     | ВЯЛК 494 (Тарту) (3)     |
| 5 вересня 2006        |         |                          |
| Тулевик (Вільянді)    | 1:6     | ТВМК                     |
| 6 вересня 2006        |         |                          |
| Флора                 | 0:1     | Левадія                  |
| 7 вересня 2006        |         |                          |
| Арарат (Таллінн) (4)  | 3:0     | Варріор-2 (Валга) (3)    |

## 1/8 фіналу
| Команда 1             | Рахунок      | Команда 2                |
| --------------------- | ------------ | ------------------------ |
| 8 листопада 2006      |              |                          |
| Курессааре (2)        | 2:2 пен. 4:5 | Левадія                  |
| Аякс Ласнамяе         | 3:0          | Арарат (Таллінн) (4)     |
| Мааг                  | 5:1          | Транс-2 (Нарва) (3)      |
| Нимме Юнайтед (3)     | 0:2          | Тулевик-2 (Вільянді) (2) |
| ТВМК                  | 9:0          | Тоомпеа (Таллінн) (5)    |
| Нимме Калью (2)       | 2:5          | Транс (Нарва)            |
| 9 листопада 2006      |              |                          |
| ВЯЛК 494 (Тарту) (3)  | +:-          | Пюсівус Кохіла (5)       |
| 11 листопада 2006     |              |                          |
| Вірумаа (Раквере) (4) | 1:2          | Вапрус (Пярну)           |

## 1/4 фіналу
| Команда 1            | Рахунок | Команда 2                |
| -------------------- | ------- | ------------------------ |
| 17 квітня 2007       |         |                          |
| ТВМК                 | 5:0     | Вапрус (Пярну)           |
| Мааг                 | 0:1     | Левадія                  |
| Аякс Ласнамяе        | 0:6     | Транс (Нарва)            |
| 18 квітня 2007       |         |                          |
| ВЯЛК 494 (Тарту) (3) | 0:1     | Тулевик-2 (Вільянді) (2) |

## 1/2 фіналу
| Команда 1     | Рахунок | Команда 2                |
| ------------- | ------- | ------------------------ |
| 1 травня 2007 |         |                          |
| Левадія       | 1:0     | ТВМК                     |
| Транс (Нарва) | 4:0     | Тулевик-2 (Вільянді) (2) |

## Фінал
| 15 травня 2007 |

| Левадія                                | 3:0 | Транс (Нарва) |
| -------------------------------------- | --- | ------------- |
| Нахк 26' (пен.), 45+1' (пен.) Кінк 49' |     |               |

| Кадріорг, Таллінн Глядачів: 1 300 Арбітр: Стен Калдма |